# Stordalen (Suécia)
A Reserva natural  de Stordalen – em sueco Stordalens naturreservat – está localizada no norte da província histórica da Lapónia, na Suécia.

Está localizada no município de Kiruna, a 10 km a leste da pequena cidade sueca de Abisko. Ocupa uma área a sul do lago Torneträsk e a norte da estrada europeia E10 e da ”linha férrea do minério”.
Com uma grande área, da qual 10% são terrenos alagados e pantanosos, é uma região com natureza selvagem e com o solo permanentemente congelado até uma profundidade de dez metros – o chamado ”permafrost”.